# マレマトロウ自由党
マレマトロウ自由党（Marematlou Freedom Party）は、レソトの政党。 
1963年バソト会議党（BCP）の推進する首長制度改革に反対するマレマトロウ党と、BCPからの離党者が結成した自由党が合同して結成された。
2002年レソト国民議会総選挙では得票率1.2パーセント、120議席中1議席を獲得した。2007年2月17日に行われた総選挙でも1議席を維持した。